# Tricommatinae
Sous-famille
Les Tricommatinae sont une sous-famille d'opilions laniatores de la famille des Gonyleptidae.

## Distribution
Les espèces de cette sous-famille se rencontrent au Brésil, en Argentine et en Bolivie.

## Liste des genres
Selon World Catalogue of Opiliones (19/09/2021) :
- Caramaschia Kury, 2002
- Otuquisa Roewer, 1928
- Saladonus Roewer, 1928
- Tricommatus Roewer, 1912
- Voriax Kury, 2014

## Publication originale
- Roewer, 1912 : « Die Familien der Assamiiden und Phalangodiden der Opiliones-Laniatores. (= Assamiden, Dampetriden, Phalangodiden, Epedaniden, Biantiden, Zalmoxiden, Samoiden, Palpipediden anderer Autoren). » Archiv für Naturgeschichte, sér. A, vol. 78, no 3, p. 1–242 (texte intégral).